# Marcel Dassault

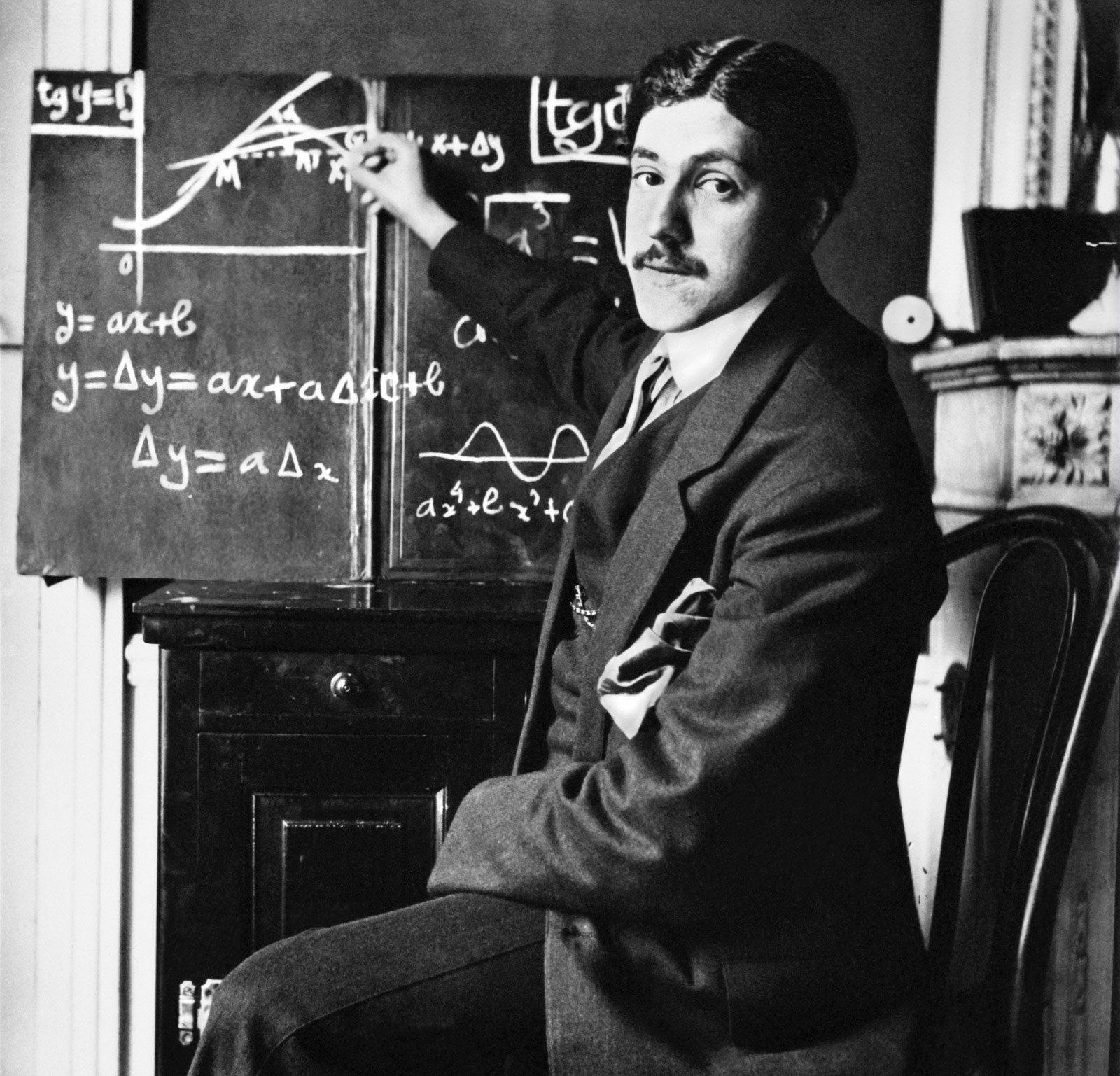
Marcel Dassault in 1914

Marcel Dassault, geboren als Marcel Ferdinand Bloch (Parijs, 22 januari 1892 – Neuilly-sur-Seine, 17 april 1986), was een Joods-Frans industrieel en politicus, vooral bekend als vliegtuigconstructeur.

## Marcel Bloch
Hij volgde zijn opleiding aan het Lycée Condorcet in Parijs. Na zijn studie elektrotechniek studeerde hij verder aan de Breguet School (later ESIEE Paris) en het Institut supérieur de l'aéronautique et de l'espace in Toulouse, een in 1909 opgerichte hogeschool voor luchtvaarttechniek. Op die laatste school zat Bloch in dezelfde klas als de Russische student Michail Goerevitsj, die later een belangrijke rol zou spelen bij de creatie van de MiG-vliegtuigserie. In 1913 studeere hij af.
Tijdens de Eerste Wereldoorlog ontwikkelde hij een nieuw type propeller, die betere prestaties toeliet dan de gangbare types. Hij noemde deze de "Hélice Eclair" en samen met een andere luchtvaartpionier, Henry Potez, stichtte hij de Société des Hélices Eclair. In 1917 vormden zij, samen met een derde vriend, de Société d'Etudes Aéronautiques (SEA) met de bedoeling eigen vliegtuigen te gaan bouwen. Het eerste luchtwaardige model was de tweezitter SEA 4, waarvan het Franse ministerie van Oorlog duizend exemplaren bestelde. Toen de levering kon beginnen was de oorlog echter voorbij en werd de bestelling geannuleerd; slechts een honderdtal exemplaren waaraan reeds gebouwd werd, werden geleverd. Bloch trok zich terug uit de luchtvaart en ging in het vastgoed.
Toen in 1928 het Franse ministerie van Luchtvaart werd opgericht, keerde Bloch terug naar de vliegtuigbouw en richtte de Société des Avions Marcel Bloch op. Deze groeide tegen 1935 uit tot het tweede grootste luchtvaartbedrijf in Frankrijk. In 1936 werd het bedrijf genationaliseerd en ondergebracht in de Société nationale de constructions aéronautiques du Sud-Ouest (SNCASO), waarvan Bloch de afgevaardigd bestuurder werd. Enkele maanden later begon hij een nieuw bedrijf, de Société anonyme des avions Marcel Bloch (SAAMB). Hierin ontwikkelde hij prototypes van nieuwe vliegtuigen, waarvan de seriebouw door de genationaliseerde Franse luchtvaartindustrie gebeurde: de SNCASO bouwde zo in serie het eenmotorige jachtvliegtuig MB 150, de tweemotorige bommenwerper MB 170, en een viermotorig passagiersvliegtuig, de MB 161. De MB 174 (1939) was een eenmotorig verkenningsvliegtuig dat zou gebruikt worden door Antoine de Saint-Exupéry.
Na het uitbreken van de Tweede Wereldoorlog werd Bloch in 1940 gearresteerd door de regering van Vichy. Hij weigerde te collaboreren met de bezetter en belandde uiteindelijk in 1944 in Buchenwald, waaruit hij na acht maanden werd bevrijd.

## Naamsverandering
In 1949 veranderde Marcel Bloch zijn familienaam in Dassault, mét een l. Dit was een verwijzing naar 'Char-dasso', de codenaam van zijn broer generaal Paul Bloch tijdens het verzet en een verbastering van 'char d'assaut', de Franse term voor tank.
In dat jaar vloog de MD.450 Ouragan, het eerste straalvliegtuig van Dassault. In 1952 volgden de Mystère III en Mystère IV; in 1956 de Étendard IV (voor de vliegdekschepen van de Franse marine) en de Mirage III, die aan vele landen zou verkocht worden, onder meer aan Israël en (in een latere versie Mirage V) aan België. In 1959 kwam de Mirage IV bommenwerper voor de Franse nucleaire Force de frappe. De meest recente gevechtsvliegtuigen van Dassault zijn de Mirage 2000 en de Rafale.
In de burgerluchtvaart is Dassault vooral bekend vanwege de Falcon zakenjets, waarvan er sinds 1970 verschillende versies uitgebracht zijn. Een groot passagiersvliegtuig, de Mercure (1971) was echter geen succes; er werden slechts 12 exemplaren gebouwd.
De Société des Avions Marcel Dassault, later Dassault Aviation groeide uit tot een groot militair-industrieel conglomeraat. In 1981 werd het genationaliseerd, maar Dassault bleef het bedrijf leiden tot aan zijn dood.

## Overige activiteiten
Dassault was nog op andere vlakken actief. Hij richtte een weekblad op, Jours de France, concurrent van Paris-Match, en verzorgde daarin zelf de rubriek "le café du commerce". Hij produceerde ook enkele films (La Boum 2 (1982) met o.a. Claude Brasseur; Jamais avant le mariage (1982); La septième cible (1984) met o.a. Lino Ventura; Les parents ne sont pas simples cette année (1984) en bezat ook eigen filmzalen op de Parijse Champs Elysées.
Hij was ook politiek actief en was senator en later volksvertegenwoordiger in de Franse Assemblée Nationale, waarvan hij lange tijd de ouderdomsdeken was.
Dassault kreeg de hoogste Franse onderscheiding, het Grootkruis van het Legioen van Eer.
Zijn zoon Serge Dassault zette de onderneming Dassault voort.